# وليم فين
وليم فين (بالإنجليزية: William Finn)‏ هو كاتب أغاني وملحن وشاعر أمريكي، ولد في 28 فبراير 1952 في بوسطن في الولايات المتحدة.

## وصلات خارجية
- وليم فين على موقع IMDb (الإنجليزية)
- وليم فين على موقع ميوزك برينز (الإنجليزية)
- وليم فين على موقع قاعدة بيانات برودواي على الإنترنت (الإنجليزية)
- وليم فين على موقع ديسكوغز (الإنجليزية)
- وليم فين على موقع قاعدة بيانات الفيلم (الإنجليزية)